# Monteprandone
Monteprandone è un comune italiano di 13 051 abitanti della provincia di Ascoli Piceno nelle Marche.

## Geografia fisica

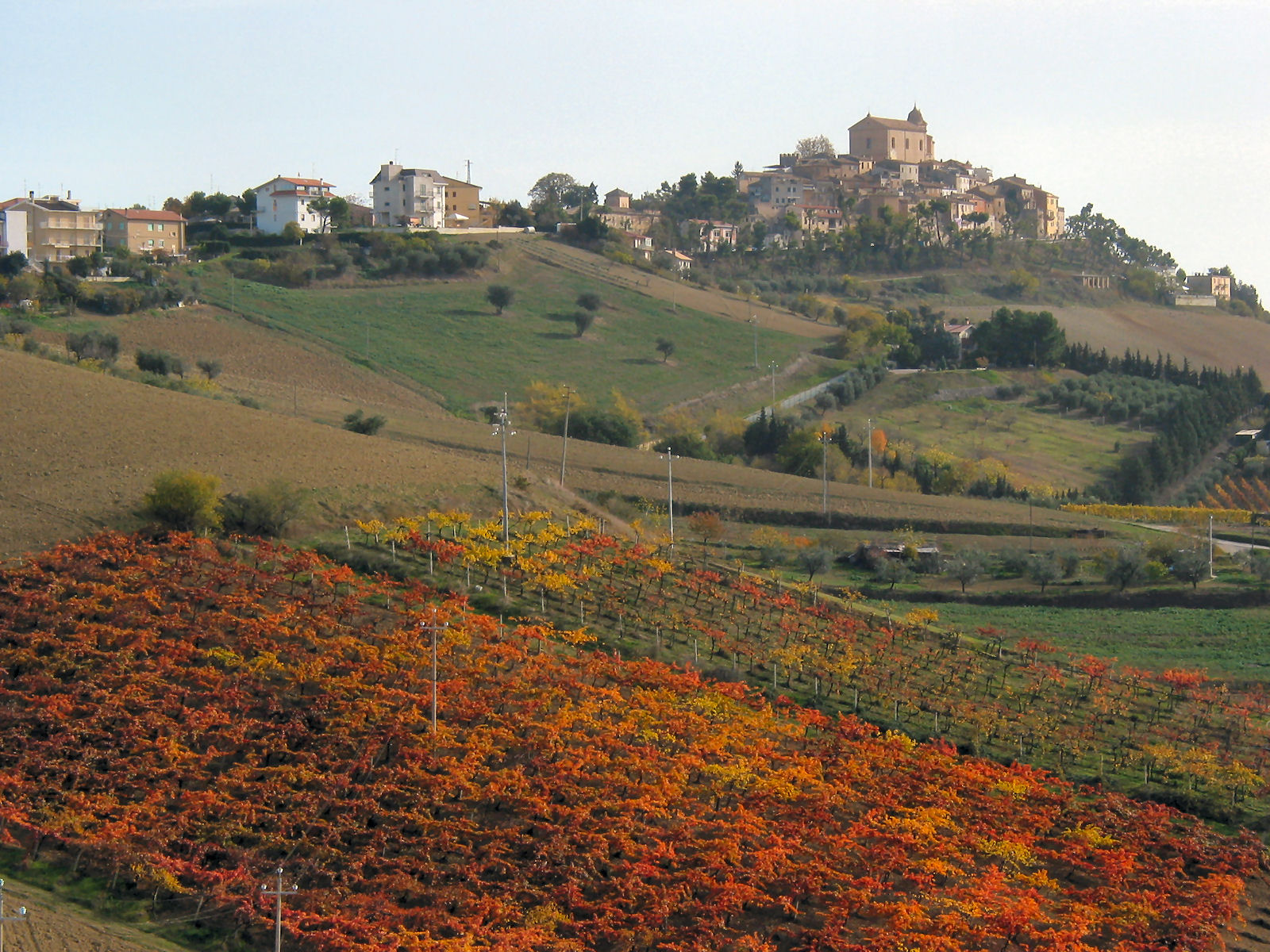
Panoramica

Centro del Subappennino marchigiano, posto nell'immediato entroterra di San Benedetto del Tronto, a soli 5 km dal mare Adriatico, sulla cresta di una breve dorsale che divide la valle del torrente Ragnola (a nord) da quella del fiume Tronto (a sud).
L'unica frazione del comune, Centobuchi, si trova sulla via Salaria ed è oggetto di una grande espansione demografica legata alla vicinanza con le grandi vie di comunicazione e con l'urbanizzazione di tutto l'asse che dalla periferia di San Benedetto del Tronto porta a quella del capoluogo di provincia Ascoli Piceno, che dista 20 km circa.

## Origini del nome
La leggenda vuole che il castello sia stato eretto nel IX secolo da un cavaliere franco a seguito di Carlo Magno. Il suo nome sarebbe stato Brandone o Prandone, da cui il nome del castello e del paese.

## Storia
Il documento più antico che parla di Monteprandone e del suo castello risale all’Agosto dell’anno 1039, quando un certo Guido massaro e un Longino "viros germanos", fecero dono del borgo e della chiesa di San Nicola di Bari al Monastero di Santa Maria di Farfa nella Sabina, che lo tenne fino al 1292 quando, spontaneamente, la popolazione per motivi di sicurezza decise di passare sotto la protezione di Ascoli. Il legame con Ascoli si fece ancora più saldo grazie a papa Giovanni XXII che con la bolla del 13 maggio 1323 concesse in feudo perpetuo ad Ascoli "per la fedeltà e i servizi resi e in ritorsione alla ribelle Fermo" il tratto di territorio tra il Tronto e il Ragnola, garantendo quello sbocco a mare strategico per gli ascolani e annettendo alla giurisdizione di Monteprandone quel Montecretaccio sotto il quale si sarebbe dovuto costruire il porto suddetto (Porto d'Ascoli).
Il castello di Monteprandone era inidoneo alla qualifica di "città" e come comunità era rimasta sempre nel limbo del contado Ascolano e quindi non poteva far generare "nobiltà civica". Pur tuttavia la nomina del "podestà" era lasciata alla comunità di Monteprandone in una terna di tre nobili ascolani. 
Tra il XIV e il XV secolo vennero annessi altri tre colli: Montetinello, Monterone e Monticelli, arrivando così ai cinque colli che vediamo oggi rappresentati nello stemma comunale.
Nel 1935 un decreto regio annette, dopo molti tentativi avvenuti negli anni precedenti, la frazione Porto D'Ascoli, staccandola dal comune di Monteprandone, per motivi di convenienza territoriale in quanto San Benedetto è in piena espansione e necessita di spazio, e su richiesta dei cittadini stessi.

### Simboli
Lo stemma di Monteprandone, in uso dal XV secolo, presenta cinque colli riuniti, a rappresentare l’unione dei territori dei castelli Monteprandone, Monterone, Montetinello, Monticello e Montecretaccio.
Il gonfalone è un drappo di bianco.

## Monumenti e luoghi d'interesse
Monteprandone è entrata il 9 novembre 2023 nel club dei Borghi più belli d'Italia.
È ancora intatta parte della cinta muraria dei secoli XIV-XV.

### Architetture religiose

#### Chiesa di San Nicola di Bari

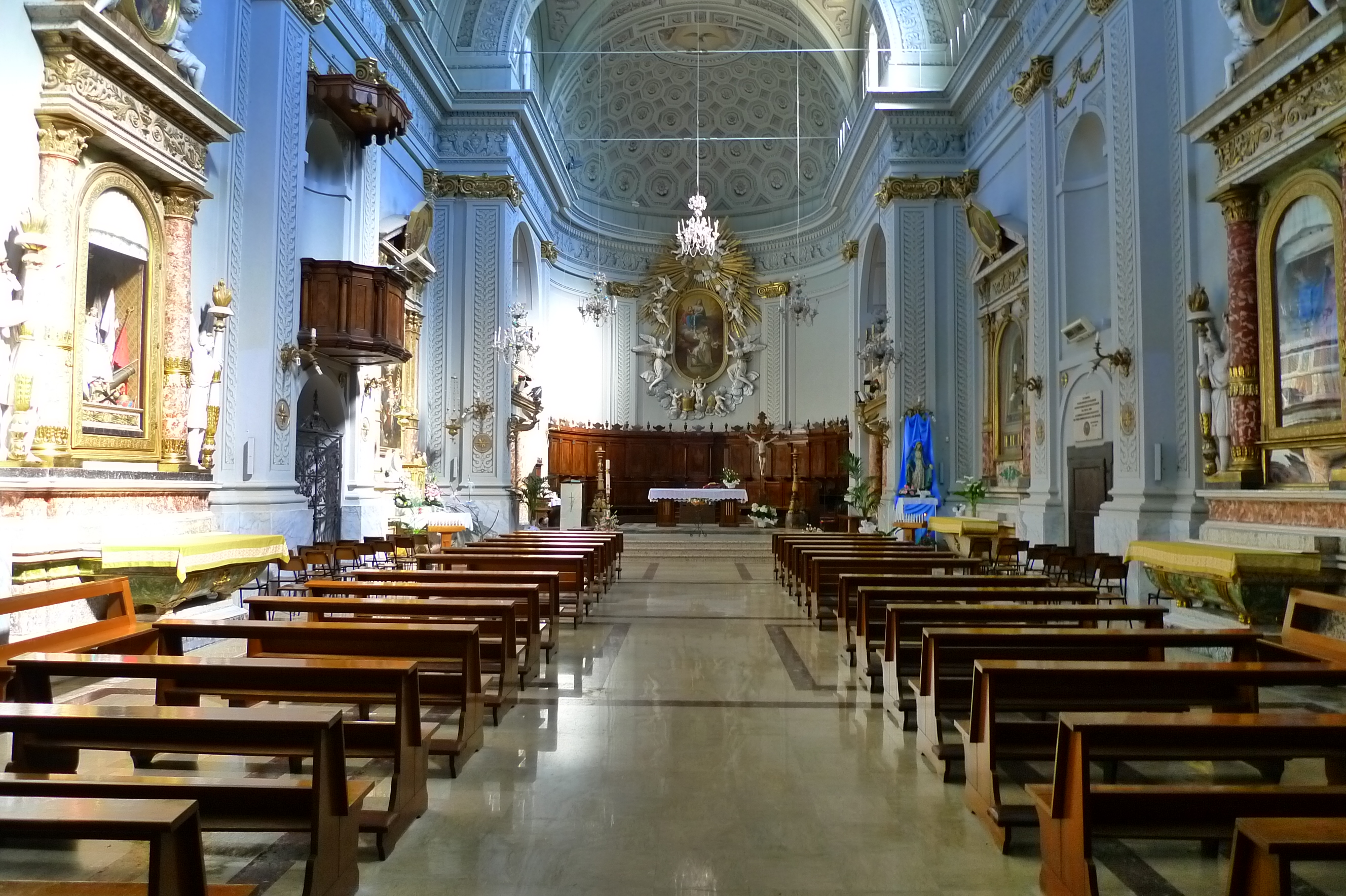
Chiesa di San Nicola di Bari

È detta anche chiesa di San Niccolò. Di origine molto antica, in quanto nell'attuale territorio di Monteprandone esisteva già ai primi secoli dell'era cristiana la pieve di San Donato, testimonianza della presenza viva di una comunità cristiana delle origini, collegata con la vicina Truentum (oggi Martinsicuro).
Nell'Alto Medioevo, questo territorio con i suoi castelli di Sculcula e di Monte Cretaccio e le sue chiese fu sottoposto al vescovo di Fermo e all'abbazia di Farfa. L'attuale chiesa parrocchiale, nata ab immemorabili dall'antico monastero farfense di San Leonardo, fu elevata a Collegiata nel 1507. Ristrutturata fra il 1639 e il 1658, fu completamente rifatta nei primi anni dell'Ottocento in stile neoclassico su disegno dell'architetto Pietro Maggi e fu riconsacrata da monsignor Bufarini nel 1858.
Al suo interno si conserva un crocifisso ligneo trecentesco e un organo a canne realizzato su disegno del perugino Angelo Morettini nel 1839. Si tratta di uno dei primi organi moderni racchiuso in una cassa di risonanza in legno ad uno scomparto. I Morettini furono una famiglia di costruttori d'organo la cui attività ha poi attraversato tutto il XIX secolo.

#### Chiesa di Santa Maria delle Grazie

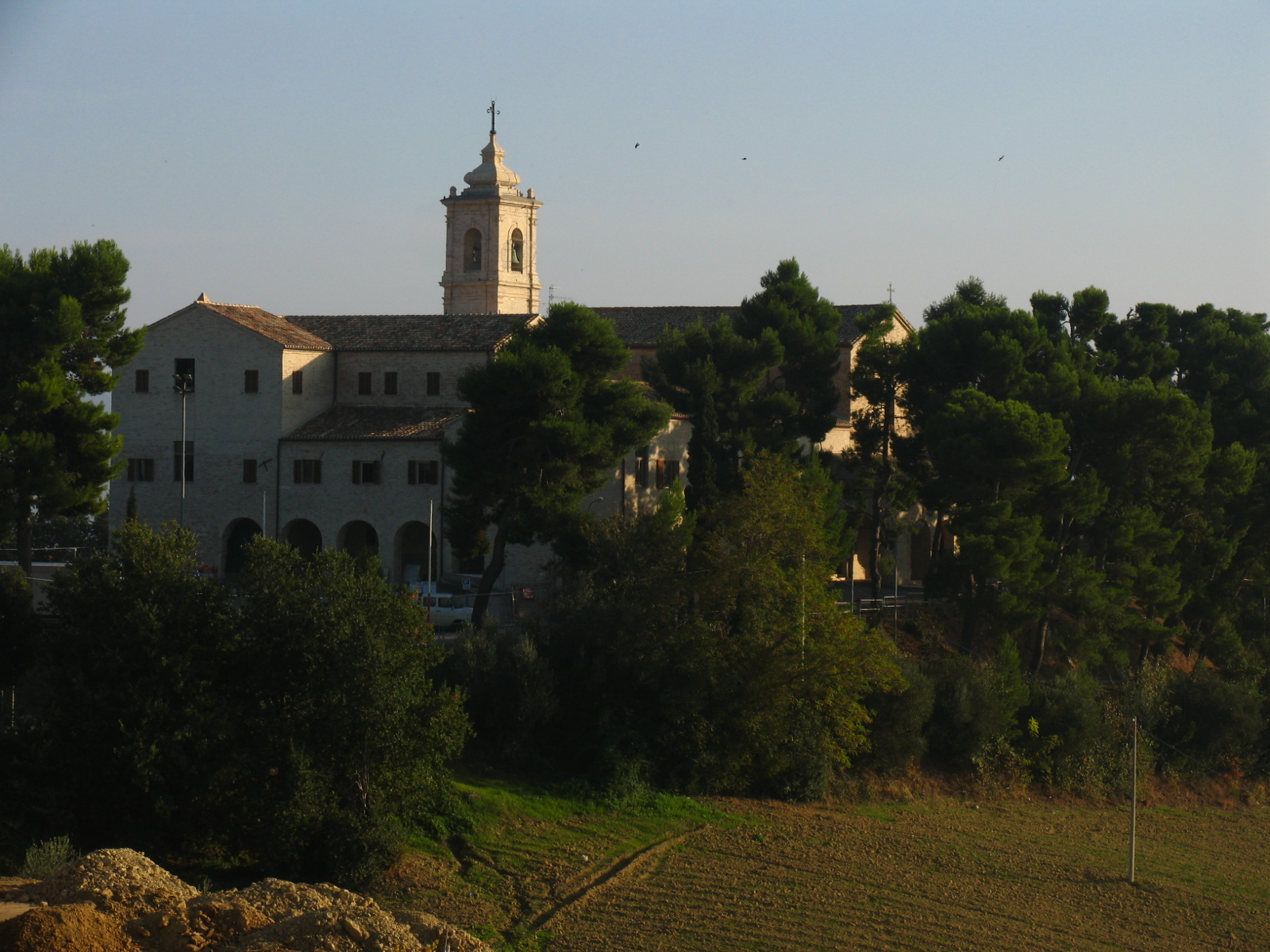
Chiesa di Santa Maria delle Grazie

Si trova ad 1,5 km dal centro abitato e fa parte del complesso del convento francescano che fu eretto nel 1449 proprio grazie a san Giacomo della Marca, il più illustre cittadino figlio di questa terra, le cui spoglie sono conservate in questa chiesa. Vi è un trittico del XIV secolo e poi opere di Vincenzo Pagani e Cola d'Amatrice. Da segnalare anche il chiostro cinquecentesco del convento (detto anche convento di San Giacomo).

## Cultura

### Museo dei codici
Della biblioteca istituita da San Giacomo della Marca, arricchitasi anche dopo la sua morte fino a raggiungere più di 700 pezzi, oggi rimane solo una minima parte. Ma la presenza di un codice del IX-X secolo e di 54 codici del XIV-XV secolo è sufficiente per parlare di un autentico tesoro di inestimabile valore artistico e culturale, tornato al suo splendore dopo il restauro curato fino al 2012 dall'Opificio delle Pietre dure di Firenze.
I manoscritti sono conservati in teche predisposte per proteggerli dagli effetti delle variazioni di illuminazione e di temperatura.
Sono una parte della cosiddetta Libreria di San Giacomo, raccolta nel '400 dal Santo per favorire l'istruzione di confratelli e studiosi.
Sermoni, Laudi, opere di storia e di letteratura, manoscritti risalenti al XIV e al XV secolo e in un caso addirittura al IX secolo. Si tratta di 60 volumi ed è possibile visionare anche una lettera di San Giacomo a San Giovanni da Capestrano, datata Roma 14 dicembre 1455.
Su alcuni codici si legge ancora la dichiarazione con cui San Giacomo rendeva nota la persona che glieli aveva regalati o venduti, il costo ed il luogo di destinazione, che al tempo era il Convento di Santa Maria delle Grazie di Monteprandone.
Dopo essere stati conservati nel convento di Santa Maria delle Grazie, oggi questi codici di proprietà comunale, insieme ad altri libri di importanza storica per Monteprandone e il suo territorio, sono conservati sotto le volte a crociera del piano terra del Palazzo Comunale.
Fra 2011 e 2012, si sono registrati segnali di interessamento ai codici di San Giacomo da parte di studiosi del francescanesimo. Tra questi vi è Antal Molnar, direttore dell'Accademia Culturale Ungherese in Italia, che nel novembre 2011 ha visitato Monteprandone e il museo civico.
A partire dal marzo del 2012 è iniziata una prima ricognizione dei codici da parte dell'Università degli Studi di Bari. Alcuni docenti si sono recati più volte a Monteprandone, acquisendo per la Biblioteca del Dipartimento il catalogo intero dei codici e gli atti degli ultimi due convegni dedicati al Santo.

## Società

### Evoluzione demografica
Abitanti censiti

### Etnie e minoranze straniere
Secondo i dati ISTAT al 31 dicembre 2015 la popolazione straniera residente era di 1 113 persone (8,79%). Le nazionalità maggiormente rappresentate in base alla loro percentuale sul totale della popolazione residente erano:
- Albania, 409 (3,23%)
- Cina, 184 (1,45%)
- Romania, 138 (1,09%)

## Economia
La tradizionale economia agricola con i tipici prodotti di questa terra come olio di oliva e vino, oggi è una voce secondaria di fronte alla presenza di numerose attività industriali anche di grandi proporzioni site a Centobuchi e sviluppatesi negli ultimi 30 anni. Tra le altre si evidenziano la produzione di elicotteri, quella di mobili per bagno e la trasformazione dei prodotti ortofrutticoli.
Di notevole interesse economico sono il turismo, vista la vicinanza con la Riviera delle Palme, e anche le svariate attività, sia al dettaglio che all'ingrosso. Il comune è stato recensito come uno dei borghi più belli d'Italia.

## Infrastrutture e trasporti

### Ferrovie
La località è servita dalla fermata ferroviaria Monteprandone, posta lungo la ferrovia Ascoli Piceno-San Benedetto del Tronto e servita dalle relazioni regionali Trenitalia svolte nell'ambito del contratto di servizio stipulato con la Regione Marche.

### Mobilità urbana
Il trasporto pubblico suburbano a Monteprandone è gestito con autocorse svolte dalla società START.

## Amministrazione
| Periodo           | Periodo           | Primo cittadino   | Partito                              | Carica  | Note   |
| ----------------- | ----------------- | ----------------- | ------------------------------------ | ------- | ------ |
| 21 giugno 1985    | 2 agosto 1990     | Antonio Forlini   | Partito Comunista Italiano           | Sindaco | [ 15 ] |
| 2 agosto 1990     | 15 maggio 1991    | Giacinto Barbizzi | Partito Comunista Italiano           | Sindaco | [ 15 ] |
| 15 maggio 1991    | 23 settembre 1993 | Antonio Forlini   | Partito Democratico della Sinistra   | Sindaco | [ 15 ] |
| 23 settembre 1993 | 22 agosto 1994    | Giovanni Casaburo | Democrazia Cristiana                 | Sindaco | [ 15 ] |
| 29 agosto 1994    | 24 aprile 1995    | Orlando Ruggieri  | Partito della Rifondazione Comunista | Sindaco | [ 15 ] |
| 24 aprile 1995    | 14 giugno 1999    | Orlando Ruggieri  | Lista civica                         | Sindaco | [ 15 ] |
| 14 giugno 1999    | 14 giugno 2004    | Orlando Ruggieri  | Lista civica                         | Sindaco | [ 15 ] |
| 14 giugno 2004    | 8 giugno 2009     | Bruno Menzietti   | Lista civica                         | Sindaco | [ 15 ] |
| 8 giugno 2009     | 26 maggio 2014    | Stefano Stracci   | Lista civica                         | Sindaco | [ 15 ] |
| 26 maggio 2014    | 27 maggio 2019    | Stefano Stracci   | Lista civica Uniti per la città      | Sindaco | [ 15 ] |
| 27 maggio 2019    | 10 giugno 2024    | Sergio Loggi      | Lista civica                         | Sindaco | [ 15 ] |
| 10 giugno 2024    | in carica         | Sergio Loggi      | Lista civica Cittadini in comune     | Sindaco | [ 15 ] |

### Gemellaggi
- Castiglione delle Stiviere[senza fonte]

## Sport
Hanno sede nel comune le società di calcio a 5 A.S.D. Futsal Prandone e Atletico Centobuchi, militanti in serie C2.